# Fahrettin Altun
Pour l’article homonyme, voir Altun.
Fahrettin Altun,  né le 11 septembre 1976 à Stuttgart en Allemagne, est un homme politique turc, chercheur, universitaire, membre du Parti de la justice et du développement (Turquie) et responsable des médias et de la communication au sein de la présidence turque,,,,,,,.

## Biographie
Fahrettin Altun naît le 11 septembre 1976 à Stuttgart en Allemagne. Il est engagé dans des recherches dans les domaines de la communication politique, de la sociologie des médias et de la communication, de la sociologie politique et des études culturelles.
Diplômé du département de sociologie de l'université d'Istanbul en 1998, Altun obtient une maîtrise au département de sociologie de l'université Mimar Sinan et un doctorat à l'université d'Istanbul en 2006 avec une thèse intitulée Comparative Analysis of McLuhan and Baudrillard's Media Philosophies.
Altun fréquente le département des sciences politiques de l'Université de l'Utah en tant que chercheur invité entre 2002 et 2003. Il fait partie des membres fondateurs du comité académique de l'Université Şehir d'Istanbul et est le coordinateur fondateur du Collège des communications. Il est également le chef du département de communication de l'université Şehir d'Istanbul entre 2008 et 2014. Il travaille ensuite comme membre de la faculté au département de sociologie de l'université Medeniyet d'Istanbul entre 2015 et 2017.
Le professeur Fahrettin Altun est le coordinateur général de SETA Istanbul (Fondation pour la recherche politique, économique et sociale) et le coordinateur général adjoint de SETA entre 2014 et 2018. Dans l'intervalle, il est également le doyen de l'école de communication de l'université Ibn Haldun.
En tant que rédacteur en chef du magazine mensuel Kritter, Altun participe aux émissions de télévision Engine Boyuna sur TRT 1 et Dışa Bakış sur TRT News en tant que commentateur. Il écrit des chroniques pour les journaux Sabah et Daily Sabah.
Altun a travaillé auparavant comme rédacteur pour les maisons d'édition Yöneliş et Küre, comme directeur de production pour le magazine Anlayış et comme chroniqueur pour le journal Akşam,.